# Rathaus (Bühlertann)

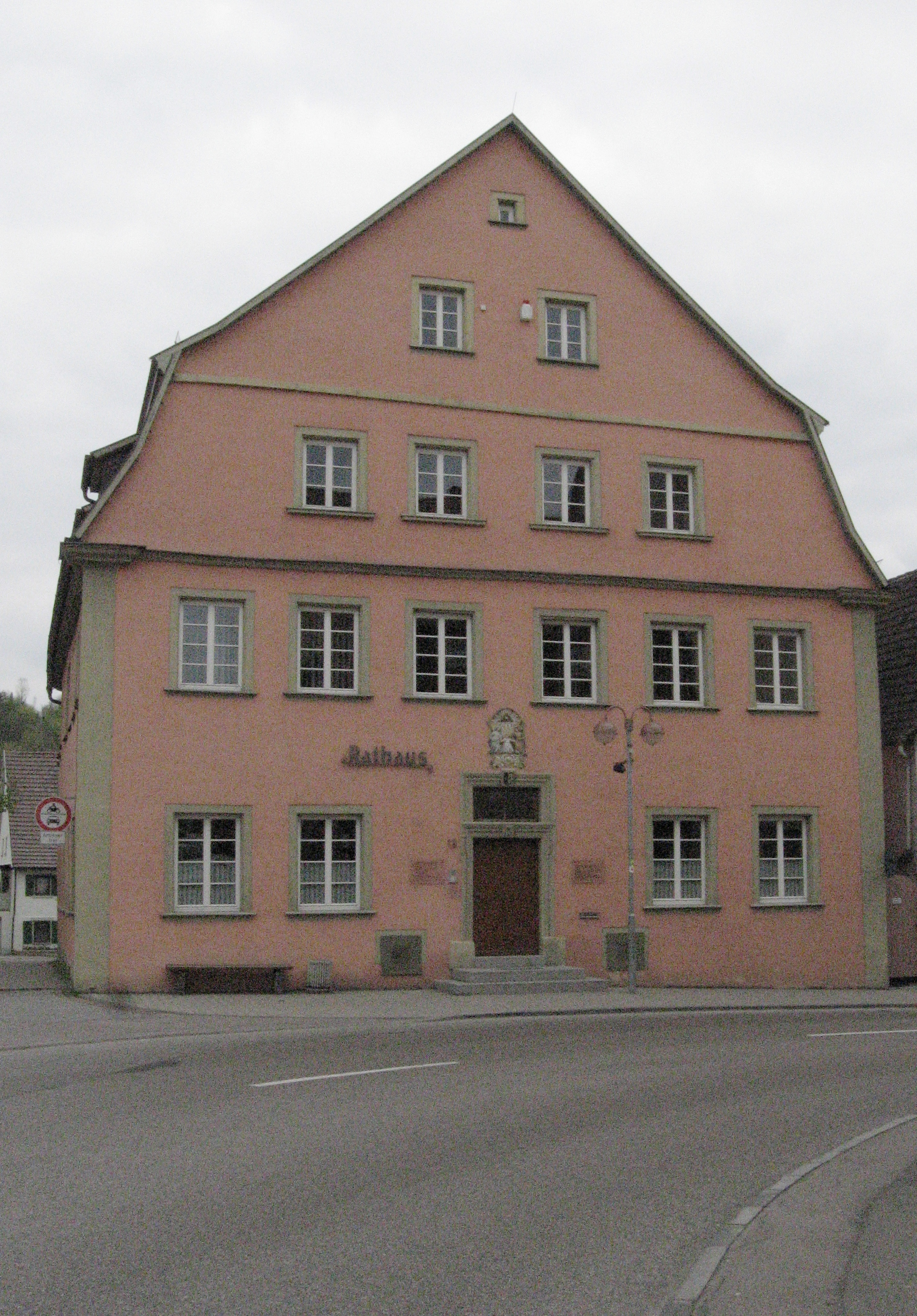
Rathaus in Bühlertann (2011)

Das heutige Rathaus in Bühlertann, einer Gemeinde im Landkreis Schwäbisch Hall in Baden-Württemberg, wurde 1767 anstelle einer schon 1639 erwähnten Schildwirtschaft Zur Sonne errichtet. Das Rathaus an der Hauptstraße 12 ist ein geschütztes Kulturdenkmal. 
Von 1833 bis 1851 wurde das Gasthausgebäude auch als Posthalterei genutzt. Im Jahr 1839 kam es in Gemeindebesitz und wurde 1841 zum Schul- und Rathaus umgebaut. Seit 1907 dient es ausschließlich als Rathaus. 
Der zweigeschossige giebelständige, verputzte Massiv- bzw. Fachwerkbau mit Mansarddach besitzt Ecklisenen. Der mittige Eingang mit geohrtem und profiliertem Türgewände und Oberlicht ist mit dem Gemeindewappen geschmückt. Das darüber angebrachte barocke Relief mit dem Heiligen Wandel ist das charakteristische Fassadendetail.  
Im Jahr 2005 wurde das Gebäude umfassend saniert und an der Rückseite ein Anbau errichtet.